# Aomori Prefecture Tourist Center
Aomori Prefecture Tourist Center(ASPM) (яп. 青森県観光物産館アスパム Аоморикэн канко:буссанкан асупаму) — 76-метровый и 15-этажный небоскреб, расположенный по адресу 1-1-40 Ясуката, город Аомори, префектура Аомори, Япония. Здание было построено в марте 1986 года. Самый высокий небоскрёб города Аомори и префектуры Аомори.

## Описание
Здание было построено в марте 1986 года на основе проекта реконструкции порта Аомори.
Название было принято по итогом голосования широкой общественности, «ASPM» - аббревиатура из слов Аомори (Aomori), туризм (Sightseeing), продукты (Products), Дом (Mansion), на японском произносится «Асупаму». Форма здания является треугольной, что символизирует начальную латинскую букву «А» из названия города Аомори. В небоскрёбе расположены: смотровая площадка (13 этаж), рестораны, многоцелевые комнаты, туристические зоны и панорамные музеи, а также проводятся такие мероприятия, как выступление музыкантов играющих в местном жанре Цугару Сямисэн.
Наряду с мостом залива Аомори, является важной архитектурной достопримечательностью города Аомори. «ASPM» является самым высоким зданием и небоскрёбом города Аомори и префектуры Аомори, выше него только телебашни и мосты. Поэтому его видно из пригородов города Аомори.
| Этаж | Объект |
| ---- | --- |
| 1    | Сувенирный магазин, банкомат |
| 2    | Выставочный зал Аомори, мэрия |
| 3    | Программы Job Cafe Aomori, Hello Work Young Plaza (консультация по работе, профориентация для ищущих работу, консультации по профессиональному обучению в возрасте до 45 лет) |
| 4    | Бюро Hello Work Aomori — японский центр занятости в Аомори (закрыт по состоянию на 27 марта 2009 года)                                                                        |
| 8    | Секретариат Университета Хиросаки |
| 10   | Японская кухня «Нисимура» |
| 13   | Смотровая площадка |
| 14   | Кафе «HANAF» |

## История
- Июль 1984 года — Начало строительства.
- 1986 год.
  - Март — Строительство завершено.
  - 1 июля — День открытия.